# Among Beggars and Thieves
Among Beggars and Thieves är det svenska power metal-bandet Falconers sjätte album.

## Låtlista
1. "Field of Sorrow"– 5:35
2. "Man of the Hour"– 3:56
3. "A Beggar Hero"– 2:08
4. "Vargaskall"– 4:19
5. "Carnival of Disgust"– 4:04
6. "Mountain Men"– 4:39
7. "Viddernas man"– 3:43
8. "Pale Light of Silver Moon"– 4:05
9. "Boiling Led"– 4:57
10. "Dark Ages"– 3:27 (ecolbook bonus)
11. "Skula, skorpa, skalk"– 3:51
12. "Dreams and Pyres"– 7:45
13. "Vi sålde våra hemman"– 4:32 (ecolbook bonus)

CD:n innehåller även musikvideon till Carnival of Disgust.